# Charbonnage de Tertre
Le Charbonnage de Tertre est une mine de charbon située dans la région de Mons dans le Hainaut.

## Historique
Le siège de Tertre a été mis en exploitation en 1938. Il appartient à la concession de 4 960 hectares couvrant les villages de Tertre, Baudour, Hautrage, Villerot, Boussu, Quaregnon et Jemappes. Après des sondages effectués en 1927, le charbonnage de Tertre voit donc le jour en 1937. 
Le creusement du charbonnage de Tertre à 270 mètres de profondeur débute en 1934 et son exploitation en 1937. Il fournit une houille grasse, cokéfiable, destinée aux fours industriels. 
Le charbonnage de Tertre possède les installations les plus performantes du bassin du couchant de Mons. En effet, en 1953, pour la première fois dans la région, on installe un équipement d’extraction par skips. Deux skips remplacent les cages d’extraction habituelles avec un mode de fonctionnement quasi automatique. 
Le 30 avril 1971, après trente-quatre années de production, le siège de Tertre ferme ses portes pour des raisons économiques (des prix de plus en plus incompressibles). 

### Origine du nom
Dans la commune voisine de Baudour se trouvait un moulin à vent situé sur un tertre. Afin de nommer le hameau, on disait « Au tiette », ce qui signifie « au tertre ». Le hameau devint indépendant le 29 août 1883.

## Main d’œuvre
La main d’œuvre est cosmopolite, on y compte surtout des Polonais, des Italiens et des Tchèques. 

## La gare de Tertre/Hautrage
La ligne de chemin de fer Saint-Ghislain-Ath, construite à forfait pour le compte de l’État par la S.A. de construction de Tubize, est livrée à la circulation le 8 novembre 1879. La gare de Tertre (1882) est la première station après le point d’arrêt créé pour le charbonnage. Un raccordement mène à la gare privée de la Société carbochimique. 

## Aujourd’hui
Si le charbonnage de Tertre a fermé ses portes en 1971, c’est seulement en 1982 que la châssis à molette a été détruit.  
L’entièreté des bâtiments furent démolis en juillet 2016, il ne reste actuellement plus rien du charbonnage. 
De la gare, il ne reste que les rails où passent de temps en temps des trains de marchandises. 